# Thampoa tiani
Thampoa tiani är en insektsart som beskrevs av Huang och Zhang 2002. Thampoa tiani ingår i släktet Thampoa och familjen dvärgstritar. Inga underarter finns listade i Catalogue of Life.